# Gyrano Kerk
Gyrano Kerk (ur. 2 grudnia 1995 w Amsterdamie) – surinamski piłkarz pochodzenia holenderskiego, grający na pozycji prawego napastnika w belgijskim klubie Royal Antwerp oraz w reprezentacji Surinamu.

## Kariera klubowa

### FC Utrecht
Kerk zadebiutował dla seniorskiej drużyny FC Utrecht 22 stycznia 2014 roku w meczu z NEC Nijmegen (przeg. 1:0) w ramach pucharu Holandii. Pierwszą bramkę piłkarz ten strzelił 4 października 2014 roku w przegranym 2:3 spotkaniu przeciwko Go Ahead Eagles. Do 13 kwietnia 2021 roku dla FC Utrechtu Holender rozegrał 165 meczów, w których strzelił 39 goli.